# Постум Эбуций Гельва Корницен
Постум Эбуций Гельва Корницен (лат. Postumius Aebutius Helva Cornicen; V век до н. э.) — римский политический деятель из патрицианского рода Эбуциев, консул 442 года до н. э.
Постум Эбуций был избран консулом вместе с Марком Фабием Вибуланом. Единственное важное событие этого консульства — вывод колонии в Ардею.
В 435 году, когда сенат назначил Квинта Сервилия диктатором для войны с Фиденами и Вейями, Постум Эбуций стал начальником конницы. В этой войне римляне разбили этрусков при Номенте и взяли Фидены.